# École nationale des chartes

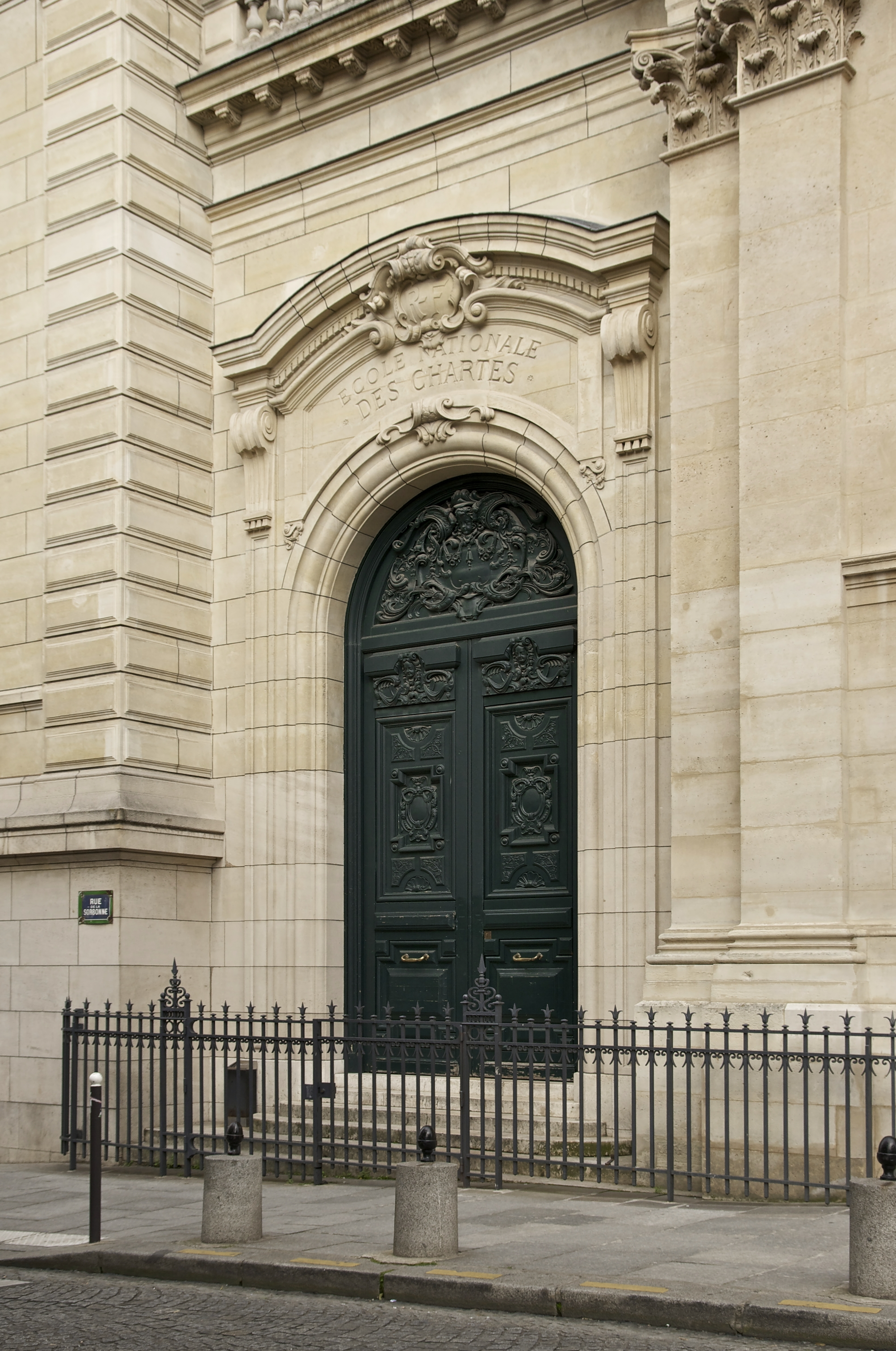
Eingang der École Nationale des Chartes, place de la Sorbonne in Paris

Die École nationale des chartes (französisch für etwa Nationale Hochschule für Urkundenforschung) ist eine der für Frankreich typischen Elitehochschulen, der grandes écoles. Sie ist die führende französische Lehr- und Forschungsstätte in den historischen Hilfswissenschaften und dient der Ausbildung vor allem von Archivaren, Konservatoren und Bibliothekaren des höheren Dienstes. Sie ist angesiedelt in Paris in Räumlichkeiten der Sorbonne. Ihre Studierenden bzw. „Eleven“ nennen sich „chartistes“.

## Aufnahme und Abschlüsse
Der Zugang erfolgt, typisch für die Grandes Écoles, über Aufnahmeprüfungen (concours), und zwar entweder:
- den „klassischen“ Concours A mit Schwerpunkt auf Mittelalterlicher Geschichte und Mittellatein, oder
- den „modernen“ Concours B mit Schwerpunkt auf Neuere Geschichte und Zeitgeschichte und neuere Fremdsprachen.

Im Prinzip gilt das Abitur (baccalauréat) als Zulassungsvoraussetzung für die Concours, doch in der Praxis haben nur diejenigen Abiturienten eine Chance, die es geschafft haben, noch zwei Jahre einschlägige Vorbereitungsklassen zu besuchen, zu denen der Zugang allerdings beschränkt ist. So bietet die École selbst zur Vorbereitung auf den Concours A einen zweijährigen Lehrgang an, die sogenannte «hypocharte» und «charte». Der Concours B ist auch bestehbar für Absolventen der sogenannten «hypokhâgnes» und «khâgnes», d. h. der Vorbereitungsklassen, die an ausgewählten Gymnasien (lycées) eingerichtet sind und hinführen zu den Elitehochschulen für die Geisteswissenschaften und die Lehramtsfächer, die Écoles normales supérieures.
Die Anzahl der Studienplätze an der École des Chartes wird für jedes Aufnahmejahr vorher festgelegt (ca. 25 für beide Concours, was etwa der Zahl der später verfügbaren Stellen für die Absolventen entsprechen soll). Deshalb ist die Quote der Nichtaufgenommenen hoch. Diese gelten jedoch nicht als durchgefallen, sondern können sich in der Regel in das dritte Jahr eines passenden Studienganges bei einer Universität einschreiben, wo ihnen die in den Vorbereitungsklassen absolvierten beiden Jahre voll auf die Studienzeit angerechnet werden.
Die Betreuung der Studierenden ist, wie an allen Grandes Écoles, vorzüglich. Auf die etwa 100 Studierenden kommen rund 30 Professoren und Dozenten. Das Lehrangebot steht in gewissem Umfang auch Studierenden anderer Pariser Hochschulen und sogar interessierten Privatpersonen offen. Umgekehrt können die Studierenden der École bestimmte Lehrveranstaltungen anderer Hochschulen nutzen.
Die Studierenden der École des chartes sind «élèves fonctionnaires-stagiaires», also Staatsangestellte auf Zeit, und erhalten deshalb ein Gehalt (zurzeit ca. 1250 Euro). Ihr Studium dauert drei Jahre plus neun Monate, in denen sie eine Abschlussarbeit schreiben, die „thèse d’établissement“. Studienabbrecher sind selten.
Das von der École des Chartes vergebene Abschlusszeugnis eines „Archivar-Paläographen“ (archiviste-paléographe) entspricht im Prestige einem Abschlusszeugnis der Grandes Écoles.
Seit einiger Zeit kann auch der Grad eines Masters erworben werden. Die Möglichkeit zur Promotion wird im Zusammenwirken mit zwei Pariser Universitäten geboten. Sie ist in der Regel an die Zugehörigkeit zu einem Graduiertenkolleg (école doctorale) gebunden.

## Geschichte
Die École des Chartes verdankt ihre Einrichtung allgemein der Mittelalterbegeisterung der Romantik, d. h. der Zeit der 1820er und 1830er Jahre, und speziell dem Umstand, dass der Staat durch die Französische Revolution in den Besitz vieler Archive von Klöstern, Adelsfamilien u. ä. gelangt war, deren Bestände gesichtet und gesichert werden mussten.
Die erste Hochschule unter dem Namen École des Chartes (noch ohne das Attribut national) schloss schon zwei Jahre nach ihrer Einrichtung am 22. Februar 1821. Mit Erlass vom 11. November 1829 wurde sie wieder eingerichtet und konnte 1834 die ersten Absolventen entlassen. Sie war zunächst in der damaligen Bibliothèque Royale untergebracht und ab 1862 in einem ehemaligen Pariser Adelspalast neben dem Hôtel de Soubise, dem Sitz des Nationalarchivs. Seit 1897 residiert sie in der Sorbonne.
Die École des Chartes galt traditionell als ein Hort des Konservativismus und zog vor allem Studierende aus gutbürgerlichen Verhältnissen an. Immerhin wurde schon 1906 die erste Elevin aufgenommen. Mitglieder waren von Anfang an beteiligt am Katalog datierter Handschriften, der 1953 in Paris als internationales Projekt gegründet worden ist.
In dem Maße, wie in den letzten Jahrzehnten neue Techniken in die künftigen Berufe der Studierenden Einzug hielten und gelehrt und gelernt werden müssen, verlor sich das konservative Image.

## Veröffentlichungen
Die Societé de l’École des chartes veröffentlicht seit 1839 die «Bibliothèque de l’École des chartes», eine der ältesten noch bestehenden historischen Fachzeitschriften.

## Bekannte Absolventen

### Historiker
- Mathieu Deldicque, Kunsthistoriker
- Jean Favier, Mediävist
- Robert Fossier, Mediävist
- Arthur Giry, Historiker
- Henri Meylan, evangelischer Theologe und Historiker
- Gaston Paris, Philologe
- Régine Pernoud, Mediävistin
- Jean-Claude Schmitt, Mediävist

### Politiker
- Camille Pelletan, Marineminister
- Gabriel Hanotaux, Außenminister

### Schriftsteller
- Georges Bataille
- René Girard, Schriftsteller und Philosoph, Mitglied der Académie française
- Roger Martin du Gard, Literaturnobelpreis 1937
- François Mauriac, José-Maria de Heredia und André-Ferdinand Hérold besuchten die École ohne das Studium abzuschließen.